# Anisota senatoria
Anisota senatoria is een vlinder uit de familie nachtpauwogen (Saturniidae), onderfamilie Ceratocampinae.
De wetenschappelijke naam van de soort is voor het eerst geldig gepubliceerd door J.E. Smith in 1797.
De soort komt voor in het oosten van Noord-Amerika. De volwassen dieren verschijnen eind juni tot begin juli. De vrouwtjes leggen 200 tot 700 eitjes op de onderzijde van eikenbladeren, op vrij lage hoogte (tot 5 meter). De rupsen leven in groep en voeden zich met de bladeren van de eiken. Ze kunnen aanzienlijke schade aanrichten aan de bomen. Ze verpoppen in de grond onder hun waardbomen.